# 石川均
石川 均（いしかわ ひとし、1959年1月17日 - ）は、日本の映画監督、脚本家。茨城県結城市出身。

## 人物
1959年生。大阪芸術大学映像学科卒業。自主映画の監督を経て映画監督の中村幻児、廣木隆一に師事。1984年、ミリオンフィルムより商業映画監督デビュー。1987年、ズームアップ映画祭で監督賞、作品賞、脚本賞を受賞。1990年「パンツの穴　本牧ベイでクソくらえ」を監督。以降多数の作品を発表している。脚本も多く手がけ、ときおり俳優として出演もする。
2021年6月、映画雑誌「シネ★マみれ」主催・ピンク映画ベストテンにおいて監督賞および桃熊脚本賞を受賞。

## 作品

### 映画
- ベッドで煙草を吸わないで（8ミリ・1980）
- 浮き世離れて（8ミリ・1981）
- パンツの穴　本牧ベイでクソくらえ(1990)
- Zの回路　復讐の裏ゴト師(1996)
- 大阪極道戦争外伝 シャブ極道~暴発篇~（1999）
- 集団殺人クラブ(2003)
- 集団殺人クラブ　Returns(2003)
- 集団殺人クラブ 最後の殺戮(2004)
- ブラウス（「Jam Films S」）(2005年)
- すげぇ！アニキ(2005年)
- パイルドライバー(2006年)
- 檻(2006年)
- SIGHZANCE SHORT FILMS PARTY『スーパー』(2008)
- SIGHZANCE SHORT FILMS PARTY VOL.2「ひといき」『棚ボタタラレバ』(2009)
- SIGHZANCE SHORT FILMS PARTY VOL.2「ひといき」『本当の事』(2009)
- 老人の恋 紙の力士(2010年)
- ごくつまの恋（2013年）
- うわこい2（2014年）
- LAST LOVE／愛人（2014年）
- 優しいおしおき おやすみ、ご主人様（2020年）※石川欣名義
- 月と寝る女 またぐらの面影（2020年）※石川欣名義[4]
- 背中合わせのふたり（2022年11月11日、オーピー映画）※石川欣名義
- 魅せたい女（2023年12月5日、オーピー映画）[5]※石川欣名義
- ぼくの年上の女（2024年11月30日、オーピー映画）[6]※石川欣名義
- ぬれぬれ残業　堕ちる人妻上司（2025年6月20日、オーピー映画）[7]※石川欣名義

### オリジナルビデオ
- 時間よ止まれ（1992年）
- ザ・首領（ドン）　火の玉伝説（1993年）
- 血とエクスタシー（1995年）
- 蜜蜂の巣（1996年）
- THE DOGMAN(1997年)
- 大阪最強伝説　喧嘩の花道2（1997年）
- 大阪最強伝説　喧嘩の花道3（1997年）
- 大阪最強伝説　喧嘩の花道4（1998年）
- 大阪最強伝説　喧嘩の花道5（1998年）
- 傷だらけの仁義（2000年）
- くノ一忍叫伝 HOTARU（2001年）・・ゆうばり国際ファンタスティック映画祭
- 繁　しげみ（2004年）
- 肉の輪舞（ロンド）（2007年）
- TheかぼちゃワインAnother(2007年)
- 縄と肌 （2008年）
- 虜　TORIKO（2010年）
- 新喧嘩の花道（2013年）
- 新喧嘩の花道完結編（2013年）

### 脚本
- 走らなあかん 夜明けまで(共同・1996年)
- 極道懺悔録（1998年）
- 裏警察BOX[私書箱]39 FILE1:医療ミス(1998年)
- 裏警察BOX［私書箱］39 FILE.2：危険な主婦たち（1998年）
- 不貞の季節（2000年）
- DEAD OR ALIVE FINAL（共同・2001年）
- ミス・タクシー・ドライバー裏切らない女（2002年）
- 濡れた赫い糸（2005年）
- うわこい（共同・2014年）
- うわこい2（2014年）
- LAST LOVE／愛人（2014年）
- 愛の病（2018年）
- 私の奴隷になりなさい第2章 ご主人様と呼ばせてください（2018年）[8]
- 私の奴隷になりなさい第3章 おまえ次第（2018年）[9]
- どうしようもない恋の唄（共同・2018年）
- 寝取られ巨乳熟女 戻れない快感（2024年2月16日）

### 舞台演出
- 恋するヘルニア（2001年）
- 青春四谷怪談（2005年）

### テレビ
- ドラマダス「ギャルハンター」（1990年）
- 世にも奇妙なミステリー「消えたサラリーマン」（1996年）

### 出演
- スキンレスナイト (1991年)
- 棒〈Bastoni〉(2002年)
- ビタースイート　Bitter Sweet (2004年)
- 愛の病（2017年）
- どうしようもない恋の唄（2018年）

### CM
- ジブラルダル生命保険　DAY ONE 　新しい人生がはじまる日（2014年）